# Maceió
För andra betydelser, se Maceió (olika betydelser).
Maceió är en stad och kommun vid atlantkusten i östra Brasilien och är huvudstad i delstaten Alagoas. Kommunen har cirka 1 miljon invånare, med totalt cirka 1 250 000 invånare i hela storstadsområdet.
Maceió växte fram under tidigt 1800-tal i ett område med plantager och betydande sockerproduktion. Maceió fick byrättigheter den 5 december 1815 och blev delstatens huvudstad den 9 december 1839.
Staden har ett tropiskt klimat med en medeltemperatur på 25 °C.

## Befolkningsutveckling
| Område          | Areal (km²)   | Invånarantal 1 augusti 2000 | Invånarantal 1 augusti 2010 | Invånarantal 1 juli 2014 |
| --------------- | ------------- | --------------------------- | --------------------------- | ------------------------ |
| Storstadsområde | 1 924,61      | 989 182                     | 1 156 364                   | 1 246 421                |
| Kommun          | 503,07        | 797 759                     | 932 748                     | 1 005 319                |
| Centralort      | Ingen uppgift | 795 804                     | 932 129                     | Ingen uppgift            |

Storstadsområdet består sedan den 19 november 1998 av kommunerna Barra de Santo Antônio, Barra de São Miguel, Coqueiro Seco, Maceió, Marechal Deodoro, Messias, Paripueira, Pilar, Rio Largo, Santa Luzia do Norte och Satuba.